# Niendorf (Amt Schönberger Land)
Niendorf település Németországban, Mecklenburg-Elő-Pomeránia tartományban. Lakosainak száma 314 fő (2017. december 31.).

## Népesség
A település népességének változása:

| 2014 | 310 |
| 2017 | 314 |